# Chihani
Chihani è un comune dell'Algeria, situato nella provincia di El Tarf.